# Alafia parciflora
Alafia parciflora är en oleanderväxtart som beskrevs av Otto Stapf. Alafia parciflora ingår i släktet Alafia och familjen oleanderväxter. Inga underarter finns listade i Catalogue of Life.